# فالرموور
فالرموور (به آلمانی: Vaalermoor) یک شهر در آلمان است که در اشتاینبورگ واقع شده‌است. فالرموور ۱۵۱ نفر جمعیت دارد.